# Мазурка (Воронежка област)
 Тази статия е за селото във Воронежка област на Русия.  За полския народен танц вижте Мазурка.  
Мазурка (на руски: Мазурка) е село в Поворински район на Воронежка област на Русия.
Административен център на селището от селски тип Мазурское.

## География
Селото е разположено близо до границата на Воронежка, Волгоградска и Саратовска област, заедно с големите села Пески и Байчурово. Градовете наблизо са Поворино (25 km), Борисоглебск (33 km), Воронеж (250 km), Балашов (50 km).
През селото преминава автомобилния път Поворино-Балашов. Близо до селото се намира най-голямото езеро във Воронежка област – езерото Илмен.

## История
Съвременното село Мазурка (по-стари имена – Мазурки, Николское) е основано на брега на река Мазурка през 1790 г. от съселяни, дошли от Рязанска и Тамбовска губерния.
От 1923 до 1928 г. селото влиза в състава отначало на Новохопьорския уезд, а след това на Борисоглебския уезд на Тамбовска губерния.

## Икономика
По данни от 2008 г. в село Мазурка работят 5 селски фермерски домакинства, селскостопанското предприятие „Мазурское“, риболовното стопанство „Илмен“.
Има непълно средно училище, клуб, фелдшерско-акушерски пункт, пощенски клон.

## Население
| 1859 | 1900 | 1926 | 2007 | 2010 |
| ---- | ---- | ---- | ---- | ---- |
| 3832 | 5577 | 4339 | 878  | 786  |